# Kamilla Wardzichowska

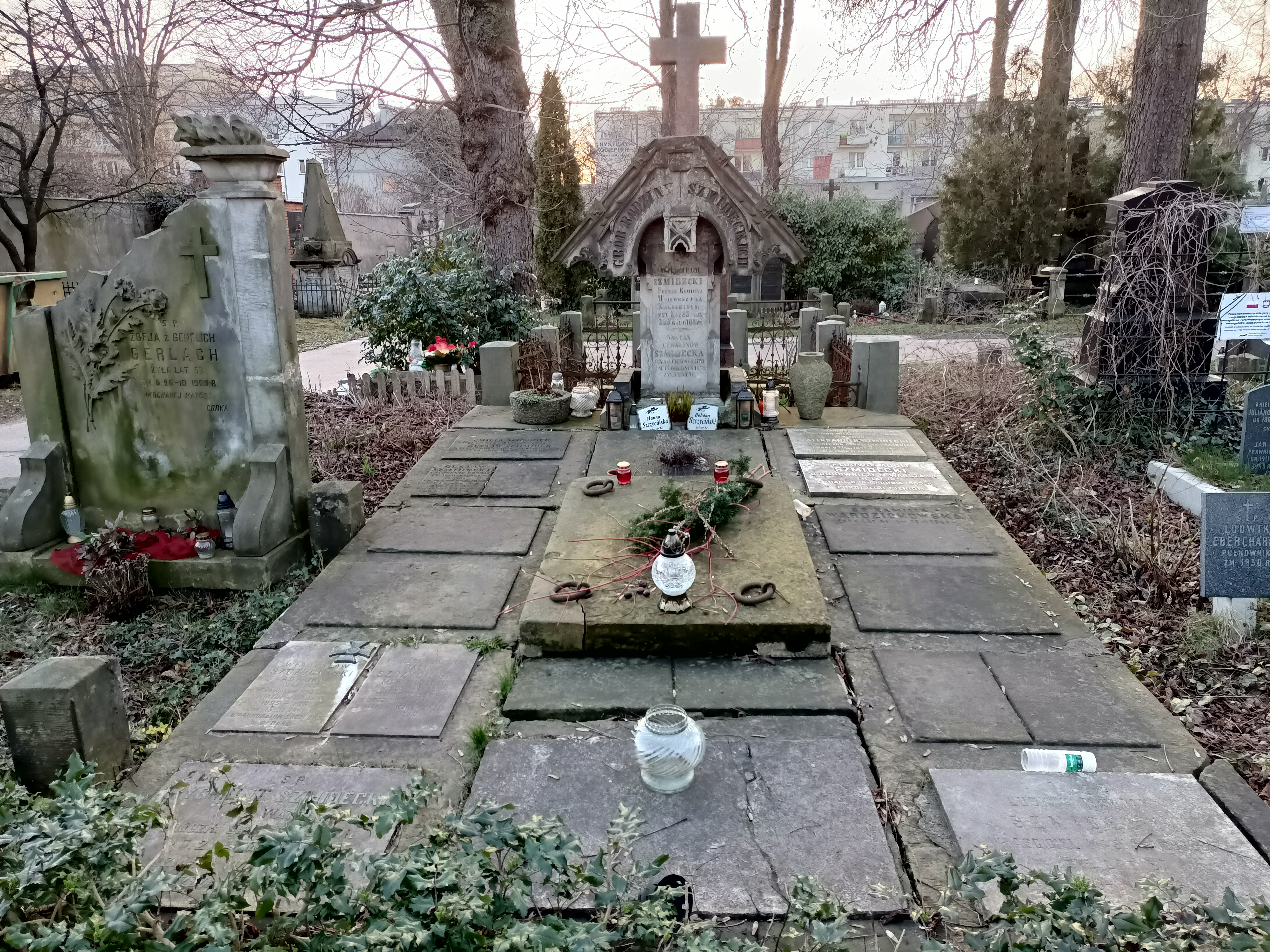
Grób Kamili Wardzikowskiej na cmentarzu ewangelicko-augsburskim

Kamilla Wardzichowska, z domu Wichrowska (ur. 2 marca 1905 w Budapeszcie, zm. 13 lutego 1966 w Białymstoku) – polska pianistka, pedagog.

## Życiorys
Była córką Juliana i Teresy Wichrowskich. Odbyła studia pianistyczne w Konserwatorium Warszawskim. Kształciła się również w Akademii Muzycznej im. Ferenca Liszta w Budapeszcie. Od 1925 była pedagogiem warszawskiego konserwatorium (późniejszej Akademii Muzycznej). Brała udział w pracach organizacyjnych pierwszego Konkursu Chopinowskiego w 1927. Przyczyniła się do powstania w Warszawie sali koncertowej imienia Mieczysława Karłowicza. Udzielała się także jako koncertująca pianistka, występowała w Polskim Radiu.
Pracę pedagoga muzycznego po II wojnie światowej kontynuowała początkowo na Śląsku – w szkołach muzycznych w Katowicach, Bytomiu, Bielsku, Szkole Braci Szafranków w Rybniku. W 1962 przeniosła się do Białegostoku, gdzie również prowadziła klasę fortepianu w szkole muzycznej. Działała w miejscowym Towarzystwie Muzycznym.
Zmarła w Białymstoku 13 lutego 1966, pochowana została na warszawskim cmentarzu ewangelicko-augsburskim (aleja 12, nr 40).